# Le Pinacle (Coaticook)
Pour les articles homonymes, voir Pinacle.
Le Pinacle est une colline située à Coaticook, au Québec (Canada), à moins de 2 kilomètres au nord de la frontière américaine avec le Vermont.

## Histoire

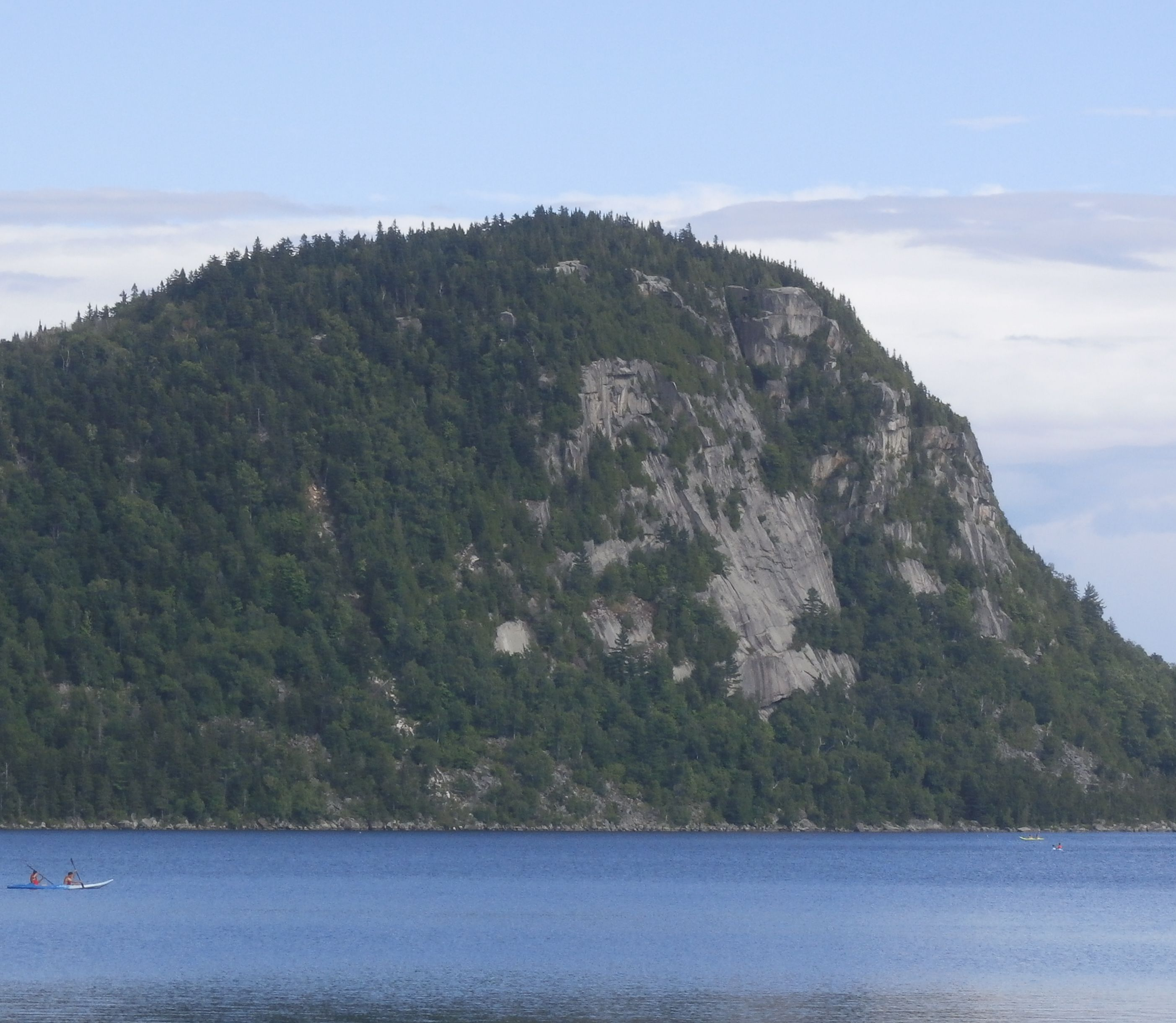
Gros plan de la falaise Pinacle.

La colline est officiellement connue comme étant « Le Pinacle » depuis 1978.
Depuis plusieurs années déjà, une section de la colline est fermée à l'escalade en raison de nids de faucons pèlerins, espèce en voie de disparition, donc protégée. On peut facilement observer ceux-ci durant l'été où ils chassent régulièrement durant la journée.
En juin 2014, un enfant de 10 ans en voyage scolaire a dû être transporté d'urgence à l'hôpital après avoir survécu à une chute dans une crevasse de plus de 10 mètres. Environ une douzaine de pompiers ont été dépêchés sur les lieux pour une période de plus de deux heures, afin de repêcher le jeune enfant, malgré le fait qu'il n'était que légèrement blessé,.

## Activités

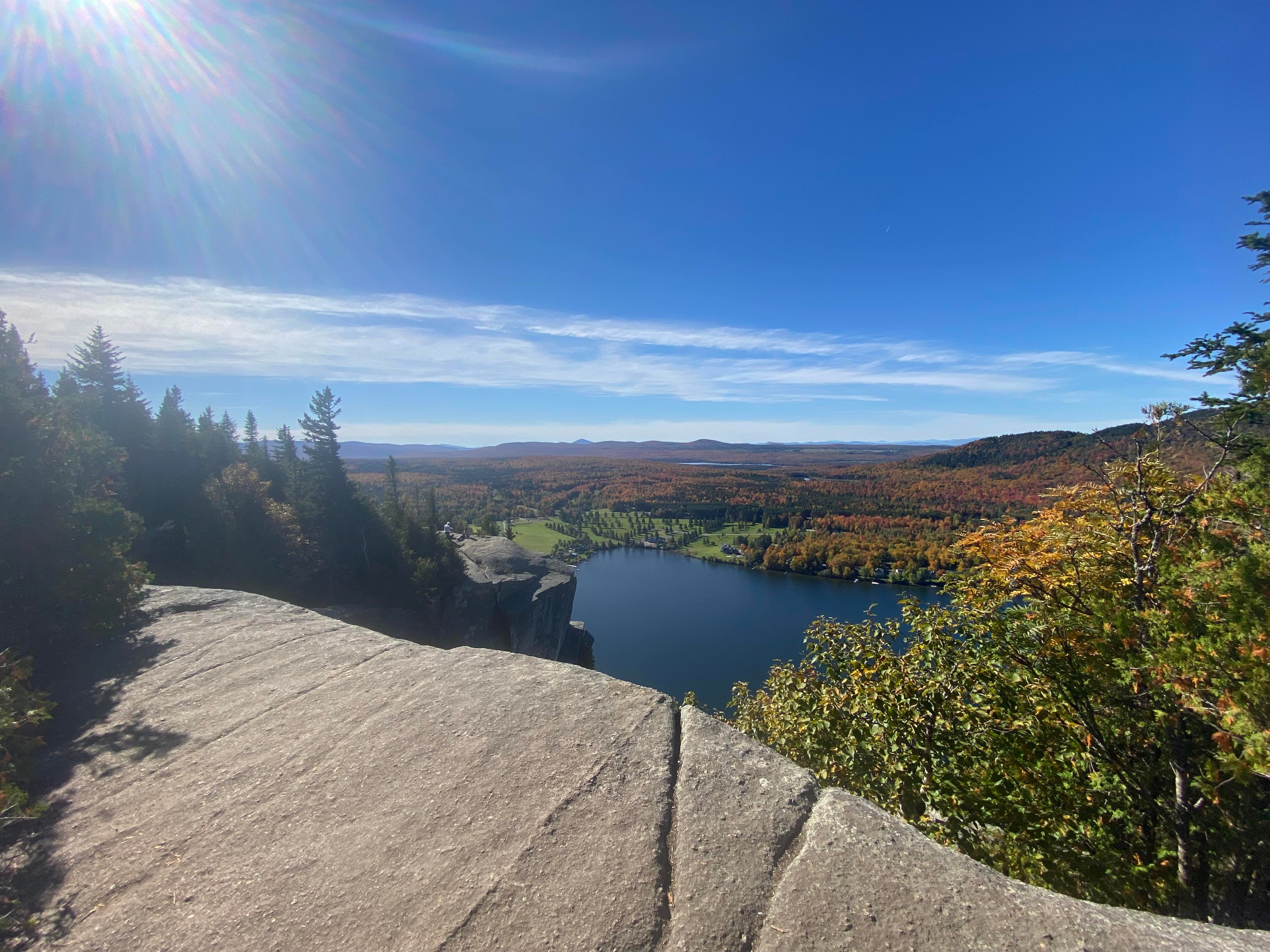
Vue depuis le sommet du Pinacle en automne.

Le Pinacle abrite le parc Harold F. Baldwin. On y trouve 7,8 km de sentiers au total et les sentiers de bas en haut varient de 3 à 4 km. Il est aussi possible d'y pratiquer l'escalade dans la falaise culminant à environ 200 m au-dessus du lac Lyster.
Une partie de la colline est aussi utilisée pour la fabrication de sirop d'érable, une cabane à sucre étant installée au bord du sentier principal.
Durant la saison estivale (juin à octobre), des guides se trouvent au sommet de la colline.
Pour la toute première fois, les sentiers de randonnée pédestre du mont Pinacle ouvrent au public en période hivernale, et ce, à partir du 19 décembre 2022.
Par temps clair, on peut observer du sommet le mont Barnston, le mont Orford, le mont Owl's Head, le mont Sutton, le mont Brome, Bald Mountain (Vermont) ainsi que le lac Massawippi et un lac nommé Holland Pond, dans l'État du Vermont.